# Live Your Life (Mika)
Live Your Life è un singolo estratto dall'album Songbook Vol. 1 del cantante britannico Mika.
La canzone è stata pubblicata in esclusiva per la Spagna per la campagna pubblicitaria della birra San Miguel.
Dal 2 agosto al 10 novembre 2013 è stata la colonna sonora degli spot di Wind con Giorgio Panariello e Vanessa Incontrada.

## Videoclip
Al videoclip hanno preso parte molti personaggi famosi, come l'attrice cinematografica e cantante spagnola Leonor Watling, i giocatori di calcio Toquero, Ander Herrera, De Marcos, Isco, Joaquín e Caballero.

## Classifiche
| Classifica (2013) | Posizione Massima |
| ----------------- | ----------------- |
| Lettonia          | 2                 |
| Spagna            | 2                 |